# Windjana Gorge National Park
Windjana Gorge National Park är en park i Australien. Den ligger i delstaten Western Australia, omkring 1 900 kilometer nordost om delstatshuvudstaden Perth. Arean är 21,3 kvadratkilometer.
Trakten runt Windjana Gorge National Park är nära nog obefolkad, med mindre än två invånare per kvadratkilometer.. Det finns inga samhällen i närheten.
Trakten runt Windjana Gorge National Park består i huvudsak av gräsmarker. Genomsnittlig årsnederbörd är 1 052 millimeter. Den regnigaste månaden är januari, med i genomsnitt 262 mm nederbörd, och den torraste är augusti, med 1 mm nederbörd.